# Adalbert Baumann
Adalbert Baumann (* 10. Februar 1870 in Karlstadt; † 6. Dezember 1943 in München) war ein bayerischer Lehrer und Politiker der Demokratisch-sozialistischen Bürgerpartei München.

## Leben
Der Oberrealschullehrer war 1918 bis 1919 Mitglied des Provisorischen Nationalrats, des von der Novemberrevolution bis zur Landtagswahl in Bayern 1919 existierenden Parlaments von Bayern. 1919 nahm er an Versammlungen der Deutschen Arbeiterpartei, der Vorgängerorganisation der NSDAP, teil. Im Anschluss an eine Rede Gottfried Feders sprach er sich während der Diskussion für eine Abtrennung Bayerns von „Preußen“, also letztlich für die Sezession Bayerns vom Deutschen Reich, aus. Adolf Hitler, der damals noch kein Mitglied der DAP war, sprach sich in der Folge vehement für den Verbleib Bayerns beim Reich aus, was nach seinen Behauptungen dazu führte, dass die Führung der DAP um Anton Drexler auf ihn aufmerksam wurde. Baumann hatte auch mit anderen Parteien, darunter mit der DNVP sowie der linksradikalen USPD Kontakte. 1935 versuchte er sich in einem Brief an Hitler für seine damaligen Ansichten zu rechtfertigen.